# سيند إت أون
سيند إت أون (بالإنجليزية: Send It On)‏ هي أغنية خيرية من غناء مايلي سايرس وجوناس برذرز وديمي لوفاتو وسيلينا غوميز للمشروع الخيري «أصدقاء ديزني للتغيير». الأغنية من إنتاج آدم أندرس وبيير أستروم الذي شارك في كتابة الأغنية أيضاً مع نيكي هاسمان. تم إصدار الأغنية في 11 أغسطس 2009 من قبل والت ديزني وهوليوود ريكوردز كأغنية خيرية ترويجية من أجل إفادة الجمعيات البيئية الدولية. وأشار المغنيين الستة الذين شاركوا في غنائها إلى أن الأغنية جيدة وأنها عزيزة عليهم. تدور كلمات الأغنية حول نقل رسالة بيئية.
تلقت الأغنية آراء متباينة من النقاد، الذين لاحظوا أن الكلمات لا تذكر البيئة. تصدرت الأغنية في المرتبة العشرين على مخطط بيلبورد هوت 100. يظهر في الفيديو الكليب جميع المغنيين يغنون على المايكروفونات في أعلى المسرح ثم يركضون في حديقة حيث يتبعهم العديد من الأطفال.

## خلفية
عُرفت الأغنية في البداية باسم «باس إت أون»، وقد كتبها آدم أندرس ونيكي هسمان بالتعاون مع بيير أستروم. خاض المغنون الأربعة عدة جلسات تسجيل في أوائل أبريل 2009. شارك كل مغني رأيه فيما يتعلق بالأغنية وأصدقاء ديزني للتغيير في مقابلة مع آكسيس هوليوود.  قال جو جوناس أن الأغنية تحمل «رسالة عظيمة».  وأضاف أن الأغنية تدور حول مساعدة الأرض بأي طريقة ممكنة، وهي تتعلق أساساً بإعلام الجميع حول هذه المشاكل. قال جو جوناس كذلك إن الأغنية تذكر الجميع بأن يكونون أصدقاء للبيئة. صرحت سيلينا غوميز،
ذكرت مايلي سايرس أن الجزء المفضل لديها في الأغنية هو عبارة «شرارة واحدة تشعل ناراً».  قالت سايروس إنها أحبت هذا المقطع لأن كان صريحاً بالنسبة لها وأنه إذا أرسل الأطفال هذه الرسالة فسيعلم الجميع.  كما أنها تعتقد أنهم كانوا «يشجعون الأطفال على القيام بذلك»، الأمر الذي وجدته ملهماً بالنسبة لها.  صرحت لوفاتو: «من المهم جداً بالنسبة لنا أن نكون أصدقاء للبيئة» وأن الأغنية جزء من «حركة كبيرة» يحاولون تحقيقها. قال كيفن جوناس إنه «شرف كبير» وأن «الأجواء رائعة» لأنهم «عرفوا بعضهم البعض منذ سنوات». قال نيك جوناس أن الأغنية تدور حول «أخذ  تلك الخطوات الصغيرة التي يمكن أن تجعل الأرض أفضل».

## الموسيقى والترتيبات الصوتية وكلمات الأغنية
تبدأ الأغنية في وقت مشترك مع إيقاع الأغنية الذي هو 90 نبضة في الدقيقة. الأغنية مكتوبة في السلم الموسيقي لا كبير. غناء الفنانين يمتد على ثلاثة أوكتافات، من النغمة المنخفضة F♯3 إلى النغمة العالية E5.  الأغنية لها التسلسل الوتري الآتي، A–F#m–C#m–E5.
تُغنى الأغنية من وجهة نظر الشخص الأول، مما يتيح للجمهور استيعاب الرسالة -التي تشمل الجميع- من خلال غناء كلمة «نحن» معاً.  تبدأ الأغنية بالقيثارات الصوتية ثم تنتقل إلى آلات الكمان. مايلي سايروس ونيك جوناس يغنيان معاً المقطع الأول، «الكلمة مجرد كلمة حتى تقصد ما تقوله». ثم يغني الاثنان المقطع الرئيسي الأولى معاً.  ثم يغنيان ديمي لوفاتو وجو جوناس الأسطر الرئيسية للمقطع الثاني مع المجموعة الأخرى (مايلي سايروس ونيك جوناس) وهم يغنون، «إذا انتهزنا الفرص لتغيير الظروف». بعد ذلك، إنضمت سيلينا غوميز وكيفن جوناس أيضاً إلى المقطع الثاني وغنوا المقطع الثالث.  بالنسبة لبقية الأغنية، يغني الستة منهم الموضوع العام للأغنية ورسالتها التي هي التشجيع على حماية البيئة؛ يمكن تفسير ذلك بشكل كبير من المقطع: «شرارة واحدة فقط تشعل النار».

## الإصدار
تم سماع مقتطفات من الأغنية لأول مرة في الإعلانات التجارية لمنظمة أصدقاء ديزني من أجل التغيير التي تم بثها على قناة ديزني. ظهرت الأغنية  على راديو ديزني في 7 أغسطس 2009. لاحقاً في 11 أغسطس، تم إصدار الأغنية رقمياً عبر متجر آي تيونز. وقامت ديزني بالتبرع في جميع عائدات الأغنية إلى المؤسسات الخيرية البيئية من خلال صندوق ديزني للحفظ. تم عرض الفيديو كليب لأول مرة على قناة ديزني في 14 أغسطس وبعد ذلك بيوم على ديزني دونت كوم وأيه بي سي. في 15 أغسطس، تم إصدار أسطوانة مطولة على متجر آي تيونز، تضمنت الأغنية ومقطع الفيديو كليب الخاص بها وإعلانين تجاريين فيما يتعلق بالمشروع الذي تم بثه على قناة ديزني وكتيب رقمي.

## الإستقبال

### أداء المخططات
ظهرت الأغنية لأول مرة في المركز التاسع على مخطط مبيعات الأغاني الرقمية مما أدى إلى ظهورها في بيلبورد هوت 100، في تاريخ 29 أغسطس 2009. ظهرت الأغنية لأول مرة في المركز العشرين في هوت 100. ثم إنخفضت إلى المركز الواحد والعشرين، وبقيت لمدة ثلاثة أسابيع أخرى قبل أن تختفي من المخطط.

## الفيديو كليب
في 6 يونيو 2009، أكدت ديمي لوفاتو إنها تصور الفيديو كليب للأغنية عبر حسابها في تويتر. الفيديو كليب للأغنية شوهد لأول مرة على قناة ديزني في 14 أغسطس 2009، وعلى قناة أي بي سي فاملي في 22 أبريل 2010.
يبدأ الفيديو كليب بجلوس مايلي سايروس ونيك جوناس على حافة مسرح مظلم حيث يعزف نيك على الغيتار الصوتي، وتغني مايلي المقطع الأول من الأغنية. يتحول الفيديو بعد ذلك إلى مايلي ونيك يسيران على خشبة المسرح ذات إضاءة ساطعة، ويغنيان معاً المقطع الرئيسي للأغنية، ثم ينضم إليهما ديمي لوفاتو وجو جوناس اللذين يغنيان المقطع الثاني للأغنية. ثم يتم عرضهم جميعاً على المسرح وهم يغنون المقطع الرئيسي للأغنية. بعد ذلك يقومان كيفن وجو جوناس بإزالة الستارة التي تغطي خلفية المسرح ليكشفوا عن لوحة مرسومة للسماء ويبدأن سيلينا جوميز وكيفن جوناس في غناء المقطع الثالث للأغنية. في نهاية الفيديو يظهرون بأكملهم وهم يركضون من باب المسرح الكبير إلى مكان «تشبه المتنزه». كما يبدأ حشد من القاصرين بالركض خلفهم. ينتهي الفيديو بالمغنيين وهم يقفزون ثم يجلسون على أريكة في منتصف المتنزه مع توقف حشد القاصرين خلفهم لمشاهدة غروب الشمس.

## المخططات
| مخطط (2009)     | المركز |
| --------------- | ------ |
| بيلبورد هوت 100 | 20     |

## روابط خارجية
- الموقع الرسمي لأصدقاء ديزني للتغيير
- الموقع الرسمي لديمي لوفاتو
- الموقع الرسمي لجوناس برذرز
- الموقع الرسمي لمايلي سايروس
- الموقع الرسمي لسيلينا غوميز
- فيديو كليب "سيند إت أون" على يوتيوب (تم نشره بواسطة هوليوود ريكوردز)
- كلمات الأغنية الكاملة على مترولايركس